# Бонилья, Поликарпо
Хосе Поликарпо Бонилья Васкес (исп. José Policarpo Bonilla Vásquez; 17 марта 1858 года, Тегусигальпа, Гондурас — 11 сентября 1926 года, Новый Орлеан, Луизиана, США) — адвокат и политический деятель Гондураса, президент республики Гондурас с 22 февраля 1894 года по 31 января 1895 года и с 1 февраля 1895 по 1 февраля 1899 года. Основатель Либеральной партии Гондураса, старейшей политической партии страны. Пытался создать в Центральной Америке союз между Никарагуа, Сальвадором и Гондурасом, известный как Амапальский пакт по месту встречи трёх президентов в порту Амапала. Идея не была реализована из-за переворота в Сальвадоре под предводительством генерала Томаса Регалардо.

## Биография
Хосе Поликрапо Бонилья Васкес родился в Тегусигальпе 17 марта 1858 года в семье адвоката Иносенсио Бонилья и Хуаны Васкес. Отец его был гондурасцем, мать — никарагуанкой. Окончил юридический факультет Центрального университета Гондураса. 27 сентября 1900 года женился на Эмме Гутьеррес-Лозано, сестре адвоката и дипломата Карлоса Гутьерреса Лозано.
В 1884 году основал «Сосьедад Фортин & Бонилья», коммерческое предприятие с уставным капиталом в размере ста тысяч песо. Предприятие оказалось успешным. Вступил в клуб политиков и финансистов «Парадисио Рудексьон Ко», членами которого были генерал и бывший президент Флоренсио Ксатруч, американские бизнесмены Генри Левел и Томас Ломбард, бизнесмены Абелардо Селайя, Хосе-Мария Лазо, Мануэль Сикейрос и многие другие.
Политическая карьера Поликарпо Бонильи началась с работы в администрациях президентов Марко Аурелио Сото и Луис Боргана. В 1880 году был избран депутатом в Национальный конгресс. Затем в 1883 году был назначен губернатором Тегусигальпы, сменив генерала Лонгино Санчеса, пытавшегося свергнуть президента Луиса Боргана. Во время выборов президента в 1891 году был кандидатом от Либеральной партии. Выборы выиграл Понсиано Лейве, кандидат от Прогрессивной партии.
24 декабря 1893 года, опираясь на поддержку оппозиции из Никарагуа, Поликарпо Бонилья был провозглашён президентом Гондураса в Коста-де-лос-Аматес, в Накаоме, во время восстания против диктатуры генерала Доминго Васкеса, что привело к началу войны между Гондурасом и Никарагуа.
22 февраля 1894 года, после занятия восставшими столицы, правительство Поликарпо Бонильи приступило к работе и управляло страной до выборов президента в январе 1895 года. За это время была принята новая Конституция Гондураса. На выборах президента в 1895 году победил, как кандидат от Либеральной партии, вместе с вице-президентом Мануэлем Бонильей. Его президентский срок закончился в феврале 1899 года.
В 1903 году был избран депутатом от департамента Копан в Национальный конгресс Гондураса. В 1919 году был дипломатическим представителем Гондураса на Версальской мирной конференции в Париже. В 1921 году занял место президента Национального Законодательного собрания. Снова участвовал в выборах президента в 1923 году, став кандидатом от Либерально-конституционной партии, вместе с вице-президентом адвокатом Мариано Васкесом. На выборах победил Тибурсио Кариас Андино, но не набрал абсолютного большинства. По этой причине действовавший президент Рафаэль Лопес Гутьеррес продлил свои полномочия. Вмешательство США предотвратило гражданскую войну в стране. На новых выборах победил Мигель Пас Барахона, кандидат от Национальной партии, однако честность этих выборов некоторыми историками ставится под сомнение.
После этих выборов, из-за политического преследования, Поликарпо Бонилья был вынужден бежать из страны. Вначале он проживал в Сальвадоре, откуда перебрался в США. Он умер 11 сентября 1926 года в Новом Орлеане, в штате Луизиана в США.